# Heterachthes gutta
Heterachthes gutta là một loài bọ cánh cứng trong họ Cerambycidae.